# شاهرخ (شروانشاه)
شاه رخ (بالفارسية: شاهرخ) هو آخر شروانشاه حكم شروان تحت السيادة الصفوية من 1535 إلى 1538. بعد عدم الولاء المستمر، تمكن الشاه الصفوي طهماسب الأول من طرده وجعل شروان وحدة فرعية إدارية كاملة للدولة الصفوية. وبعد ذلك عين أخاه القاص ميرزا حاكمًا عليها.
تمت محاولة استعادة شيرفان عدة مرات من قبل أفراد عائلة شروانشاه، بما في ذلك برهان علي وابنه أبو بكر ميرزا الذي طلب المساعدة من الدولة العثمانية. ومع ذلك، لم تحقق أي من هذه المحاولات نجاحًا طويل المدى؛ تمكن العثمانيون من احتلال شروان لفترة وجيزة بين عامي 1578-1607 حتى استعادها الصفويون. 